# Большая Шатьма (река)
Больша́я Ша́тьма (чув. Мӑн Шетмӗ) — река в России, течёт через Моргаушский и Красноармейский районы Чувашской Республики. Левый приток Большого Цивиля. Длина реки составляет 35 км, площадь водосборного бассейна — 182 км².

## Притоки
Притоков — 13, самые крупные: Юплемешь (чув. Юплемеш) (7 км), Валазар (4 км), Васнар (3,8 км).

## Экология
На территории водосборного бассейна реки — высокая плотность населения, отсюда перенасыщение водосборного бассейне минеральными удобрениями.

## Данные водного реестра
По данным государственного водного реестра России относится к Верхневолжскому бассейновому округу, водохозяйственный участок реки — Цивиль от истока и до устья, речной подбассейн реки — Волга от впадения Оки до Куйбышевского водохранилища (без бассейна Суры). Речной бассейн реки — (Верхняя) Волга до Куйбышевского водохранилища (без бассейна Оки).
Код объекта в государственном водном реестре — 08010400412112100000186.